# جون بي. أوينز
جون بي. أوينز (بالإنجليزية: John B. Owens)‏ هو قاضي ومحامي أمريكي، ولد في 1971 في واشنطن العاصمة في الولايات المتحدة.